# Fundación Xiph.Org
La Fundación Xiph.Org es una organización sin ánimo de lucro que desarrolla formatos de archivo multimedia abiertos y software libre. Está centrada principalmente en la familia de formatos Ogg, el más exitoso ha sido Vorbis, unos formatos de audio y códecs libres diseñados para competir con los formatos patentados MP3 y AAC. El trabajo de desarrollo actual se centra en Theora, un formato vídeo y un códec libres diseñados para competir con los formatos MPEG-4, RealVideo y Windows Media Video.
Además de su trabajo de desarrollo interno, la Fundación también ha acogido varios proyectos libres existentes complementarios, la mayoría de los cuales tienen grupos de desarrolladores independientes. Algunos de estos proyectos son: el códec Speex, diseñado para voz, y el códec de audio sin pérdidas FLAC.
La Fundación Xiph.Org ha criticado a Microsoft y a la RIAA por su falta de apertura. Ellos afirman que compañías como Microsoft, que poseen patentes de software, frenan el avance de Internet. También condenan a la RIAA por apoyar proyectos como Secure Digital Music Initiative.
En 2008, la Free Software Foundation listó los proyectos de Xiph.Org como «proyectos de software libre de alta prioridad».

## Historia
Chris Montgomery, el creador del formato contenedor Ogg, fundó la compañía Xiphophorus y después la Fundación Xiph.Org. El primer trabajo que se convirtió en parte de los proyectos Ogg comenzó en 1994. El nombre Xiph es una abreviatura del nombre original, Xiphophorus, que a su vez proviene de Xiphophorus hellerii, un pequeño pez de acuario. El nombre "compañía Xiphophorus" fue usado hasta el año 2002, cuando fue renombrada a Fundación Xiph.Org.
En 1999 la compañía Xiphophorus se definió a sí misma en su página web como "un grupo distribuido de programadores de software libre que trabaja para proteger las bases del contenido multimedia en Internet de los intereses corporativos". En 2002 la Fundación Xiph.Org se definió en su sitio web como "una organización sin ánimo de lucro dedicada a proteger las bases del contenido multimedia en Internet del control de intereses privados".
En marzo de 2003, la Fundación Xiph.Org fue reconocida por el IRS como organización sin ánimo de lucro (501(c)(3) Non-Profit Organization), de forma que los ciudadanos de Estados Unidos pueden deducir de sus impuestos las donaciones a Xiph.Org.

## Proyectos

### Contenedores
- Ogg: un formato contenedor multimedia para los códecs de la Fundación Xiph.Org

### Códecs
- Vorbis: códec de audio con pérdidas
  - Tremor un decodificador de Vorbis para plataformas de coma fija.
- Theora: códec de vídeo con pérdidas.
- FLAC: códec de audio sin pérdidas.
- Opus: códec de audio con pérdidas de baja latencia.
- Speex: códec de voz. (obsoleto, superado por Opus)
- CELT: códec de audio con pérdidas de muy baja latencia. (obsoleto, superado por Opus)
- OggPCM: audio PCM encapsulado en el contenedor Ogg. (en desarrollo)
- OggUVS: códec de vídeo sin compresión encapsulado en el contenedor Ogg. (en desarrollo)
- CMML: códec de temporización de texto.
- OggWrit: códec de temporización de texto. (no mantenido)

### Software
- cdparanoia: extractor de CD de audio.
- Icecast: servidor de streaming multiplataforma.
- Ices: cliente para difundir Ogg Vorbis o MP3 a un servidor Icecast.

### Otros
- XSPF: formato XML para compartir listas de reproducción.